# Discografia di Augusto Martelli
La discografia di Augusto Martelli si compone per il mercato italiano di 26 album in studio, di cui 21 da solista (15 col nome di battesimo e 6 come Bob Mitchell), 5 collaborativi, e un album dal vivo. Sommando tutti gli pseudonimi utilizzati, Martelli ha pubblicato inoltre 68 singoli in totale.
Nel corso della sua carriera ha utilizzato diversi pseudonimi e denominazioni per incidere dischi, tra cui Augusto Martelli e il suo Complesso, Augusto Martelli e la sua orchestra, Bob Mitchell and his Orchestra, Brooklyn Bridge Group, L'Orchestra di Augusto Martelli, Orchestra e coro di Augusto Martelli, Utto Hammers, più i progetti collaborativi come Augusto Martelli & the Real Mc Coy e Augusto Martelli & Piero Cotto.
Esistono anche alcuni progetti accreditati a cantanti turnisti, ma di fatto arrangiati e orchestrati completamente da Martelli, accreditato anche sulla label e sulla copertina dei dischi. 
A essa si aggiunge l'intensa attività di arrangiatore e direttore d'orchestra, come gli album in cui ha diretto la cantante Mina e numerosi artisti. Nei brani Una tribù che balla e Non m'annoio, interpretati da Jovanotti, sono riconoscibili le note di pianoforte di Martelli, che con il cantante ha suonato dal vivo nel 1991 a Vota la voce su Canale 5 e nel 1992 al Festivalbar su Italia 1.
Lui ha realizzato anche diverse colonne sonore cinematografiche e molte sigle di telefilm, trasmissioni televisive e cartoni animati del gruppo Fininvest.

## Discografia solista

### Album
- 1971 - Oggi, Natale! (City Record LP C 1006, Ivoire LP 9905
- 1971 - Il dio serpente (Colonna sonora originale del film) (Cinevox – MDF 33-40)
- 1972 - Color Martelli  (Cinevox – SC 33/8)
- 1972 - Black Sound From White People  (Philips 6323 015 L, ristampato su etichetta Fontana 6492 007 nel 1973 per la serie Fontana Special)
- 1972 - Grand Prix   (Philips 6323 018 A, ristampato su etichetta Fontana 6492 006 nel 1973 per la serie Fontana Special)
- 1973 - Kisses - The Intercontinentals  (Durium DE. 30-255, ristampato nel 1973 per la Serie Cicala BL 7051 col titolo Kisses)
- 1974 - Biondissimamente tua - Colonna sonora originale  (Aguamanda Records AGLP 5001 - AGEP 9006)
- 1976 - In papiamento       (Aguamanda Records AGLP 5001 - AGEP 9006)
- 1978 - La Scala Pop  (Eleven ELC 25148, LP, ristampato in CD nel 2007 su etichetta Giallo Records MMM/101)
- 1983 - Music In Love   (Five Record FM 13507)
- 1985 - Formula 5    (Five Record FM 13544 - 13545)
- 1985 - Naufrago d'amore  (Five Record 13538)   (con Giuseppe Grieco, Vittorio Gassman, I Ragazzi della Bottega Teatrale di Firenze)
- 1987 - C'era una volta Hollywood (Five Record FM 13591)    (con The Keyboards)
- 1989 - Blue Genoa Sound   (Five Record FM 13628)
- 1998 - Mariposa   (Joker CD 22188)
- 2004 - La Collera Del Vento/Ancora Dollari Per I McGregor/Sartana Nella Valle Degli Avvoltoi (Original Soundtracks)  (Digitmovies CDDM014)

### Singoli
- 1964 - Fra l'orrido rigor/Ecce annuncio vobis  (Primary, CRA 91940)
- 1965 - Buon divertimento/Accorgiti di me  (Ri-Fi, RFN NP 16108) - inciso come Il cantamaestro Augusto Martelli
- 1966 - Kova Tembel/Baby Kova tembel  (GTA Records, PO 40013) - stampato con due copertine leggermente diverse
- 1969 - Le donne/Lei, lei, lei  (PDU, P.A. 1020)
- 1970 - Birimbao/Summertime  (PDU, P.A. 1032)
- 1971 - Djamballà/Beryl's tune  (Cinevox, MDF 021) - ristampato nel 1972, 1973, 1974 e 1976 con stesso numero di catalogo)
- 1971 - Yamma Yamma/Mood  (Cinevox, SC-1070)
- 1972 - Il Padrino (The Godfather)/Chichiriviche Beach  (Variety, FNP-NP 10181)
- 1973 - L'oracolo di Delpho/Puerto Rico  (Philips, 6025 091)
- 1973 - Sandokan e i suoi pirati/Il Genoa nel mondo in 80 anni  (Philips, 6025 097) - il lato b è inciso da Lina Volonghi
- 1974 - Noa - Noa/The bounty song  (Aguamanda Records – AG 9001) - colonna sonora del film Noa - Noa
- 1975 - Il cantico delle creature - Due salmi  (Ri-Fi, RFN NP 16619) - con il Piccolo Coro dell'Antoniano
- 1977 - Colpa di un disco/Colpa di un disco (versione strumentale)  (Eleven, EL 63) - in duetto con Vanna Brosio
- 1977 - Mare/The toad and the frogman  (Aguamanda Records –  AG 9020) - colonna sonora del film Puttana galera
- 1978 - The joint/Joining together  (Eleven, EL 84) - colonna sonora del film Nella misura in cui
- 1980 - I see the sunlight/Joining together  (On The Rocks PPS 1703) - in duetto con Josmary, sigla del programma tv Sulla carrozzella
- 1987 -  Captain Dread/Alè Milan  (Five Record FM 313819, Picture Disc, 12") - il lato a è inciso dal gruppo Revelation Time
- 1987 - Un giro nel cuore/Mr. T  (Five Record, FM 130158) - il lato a è accreditato ai I ragazzi della III C Orchestra e coro di Augusto Martelli
- 1988 - Studiare in jeans/Disumano rock  (Five Record FM 13188) - sigla del telefilm I ragazzi della 3ª C
- 2008 - Round D Major (Long version)/Round D Major (Versione in onda)  (RTI Music) - singolo digitale, sigla del programma televisivo Grand Prix

## Discografia come L'Orchestra di Augusto Martelli

### Album

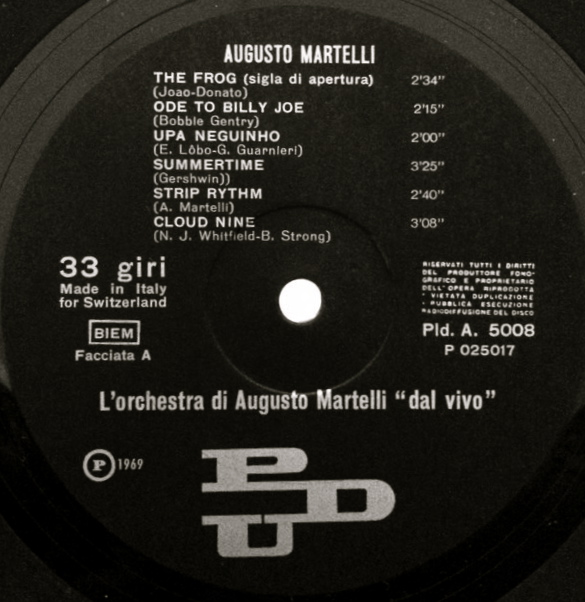
Etichetta dell'album L'Orchestra di Augusto Martelli dal vivo

- 1969 - L'Orchestra di Augusto Martelli dal vivo   (PDU, Pld. A. 5008)
- 1989 - Mi son svegliato e c'eri tu (Johnny Dorelli con Orchestra di Augusto Martelli)

### Singoli
- 1961 - Susanna Cha Cha Cha/Cocktail Cha Cha Cha  (Galleria del corso, GC 006) Augusto Martelli e la sua orchestra
- 1961 - Le mille bolle blu/Io amo, tu ami  (Galleria del corso, GC 016) Augusto Martelli e la sua orchestra
- 1962 - Sherry and champagne/Kaputt  (Melody, 841/45)  - Augusto Martelli e la sua orchestra
- 1964 - Honky Tonky Beat/Feelin'  (Gevox, NP 727/728)  - Augusto Martelli e la sua orchestra
- 1964 - Feelin'/Rocking in swing  (Gevox, NP 728/729)  - Augusto Martelli e la sua orchestra
- 1964 - Merry Sherry/Qui sà quosè  (Gevox, NP 839/840) - Augusto Martelli e la sua orchestra
- 1964 - Il rimorso/Un mandolino piange  (Primary, DFI NP 99241)  - Augusto Martelli e la sua orchestra
- 1964 - Stille Nacht/Jingle Bells  (Primary, CRA 91939)  - Augusto Martelli e la sua orchestra
- 1965 - Le colline sono in fiore/Prima o poi  (Ri-Fi, RFN NP 16078) - Orchestra e coro Augusto Martelli
- 1965 - Stiamo Svegli (Stay Awake)/Cam Camini  (Ri-Fi, RFN NP 16115) - Augusto Martelli con la sua orchestra, il lato b è inciso da Maria Casula, Giuseppe Zecchillo, Bruno Martelli
- 1965 - Supercalifragilistic-espiralidoso/Stiamo svegli  (Ri-Fi, RFN NP 16116) - Augusto Martelli con la sua orchestra, il lato b è inciso da Eugenia Foligatti
- 1966 - A Cesarea/Hevenu Shalom Aleichem  (GTA Records, PO 40012) - Roberto Rangone con Augusto Martelli con la sua orchestra
- 1970 - Robin Hood/Therefore  (Cinevox, MDF 018) - Augusto Martelli e la sua orchestra, colonna sonora del film Il magnifico Robin Hood
- 1979 - Concerto per un bambino/Concert for a child  (Unicef, UN 001)
- 1981 - Dallas/Dallas (strumentale)  (Five Record, FM 13001) - Augusto Martelli e la sua orchestra, il lato a è cantato da Lou Ciaramitaro
- 1981 - Eleven o' clock/Popcorn time  (Five Record, FM 13003) - Augusto Martelli e la sua orchestra
- 1981 - Gatchaman la battaglia dei pianeti/7 Zark 7  (Five Record, FM 13004) - Orchestra e coro Augusto Martelli
- 1981 - Buongiorno Italia/Il viaggio (Five Record, FM 13005) - Orchestra e coro di Augusto Martelli - canta Bunny
- 1981 - La ballata di Bo e Luke (Five Record, FM 13006) - Orchestra e coro Augusto Martelli
- 1981 - Five/Ma che Five (Five Record, FM 13007) - Orchestra e coro Augusto Martelli, cantata da Marco Columbro
- 1981 - Bambino Pinocchio (Five Record, FM 13008) - Orchestra di Augusto Martelli, il lato a è cantato da Cristina D'Avena
- 1981 - Tansor 5/Gloizer X (Five Record, FM 13009) - Orchestra e coro Augusto Martelli
- 1982 - Rolling bones/Aspettando il domani (Five Record, FM 13013) - Orchestra e coro Augusto Martelli
- 1984 - Due giovani eroi, John e Solfami  (Five Record, FM 13045) - Orchestra e coro di Augusto Martelli

## Discografia con Piero Cotto

### Album
- 1978 - Augusto Martelli & Piero Cotto  (Eleven, ELC 25144)
- 1979 - La Capannina Di Franceschi 1929 - 1979 Cinquantenario  (Eleven, PEE 25150)

### Singoli
- 1978 - Punky monkey sound/Love tree  ([Eleven, EL 74) - con gli pseudonimi Bob Mitchell & Big Pierre
- 1978 - This Love Affair/One-O-One  (Eleven, EL 78)

## Discografia come Augusto Martelli & the Real Mc Coy

### Album
- 1974 - Augusto Martelli & The Real Mc Coy  (Aguamanda Records, AGLP 0001)
- 1975 - The Real Mc Coy N. 2    (Aguamanda Records, AGLP 0002)

### Singoli
- 1975 - Tip Top theme/Handsome  (Aguamanda Records, AG 9008) - stampato con tre copertine diverse
- 1975 - Sunset/Down with you  (Aguamanda Records, AG 9008)
- 1976 - Bom De De Bom Bom/O Mae Mâ  (Aguamanda Records, AG 9016)
- 1976 - Scia cattaen, scia me i fa i taggiaen/Butta la pasta, senora  (Aguamanda Records, AG 9018)
- 1977 - Djamballa (Love is free)/Calories  (Aguamanda Records, AG 9019)

## Discografia  come Utto Hammers
- 1963 - Frigida/Night train  (Variety, F 45 NP 10060)
- 1965 - La-La-La-La-La/Movin'   (Variety, F 45 NP 10080)
- 1965 - Con le foglie che cadono/Baciami per domani  (Variety, F 45 NP 10077)
- 1965 - Sirtaki n. 2/Swedish rhapsody  (Variety, F 45 NP 10081)
- 1966 - Il geghegè/Il terzo omo (Harry Lime Theme)  (POP, NP 200014) - il lato a è inciso da The Coconados
- 1966 - Paff... bum/Nessuno di voi  (POP, NP 250002) - il lato b è inciso da Eugenia Foligatti
- 1966 - Il ragazzo di via Gluck/Una casa in cima al mondo  (POP, NP 250008) - il lato a è inciso da Giorgio Gaber

## Discografia  come Bob Mitchell

### Album
- 1970 - Bob Mitchell And His Sound  (PDU, Pld A 5010)
- 1973 - The Rock 'N' Roll Story Vol. 1  (Quadrifoglio International, VDS 242, stampato anche come Tutti frutti - The Rock 'N' Roll Story Vol. 1, ristampato su etichetta UP LPUP 5059 nel 1975) - Bob Mitchell And His Orchestra
- 1973 - The Rock 'N' Roll Story Vol. 2  (Quadrifoglio International, VDS 270) - Bob Mitchell And His Orchestra
- 1978 - The Classic Rock-Machine  (Quadrifoglio, VDS 9472) - Bob Mitchell And His Orchestra
- 1983 - Twist Eighty Three  (Five Record, 13506) - stampato anche in versione Picture disc - Bob Mitchell And His Orchestra
- 1989 - "Dedicato a:"  (Five Record, FM 13644)

### Singoli
- 1965 - Thunderball/Non potrò amarti  (Jolly Hi-Fi Records, J 20345) - Bob Mitchell And His Orchestra
- 1966 - Lara's Theme From "Doctor Zhivago"/Oltre la notte  (Variety, F 45 NP 10084) - stampato con due varianti diverse della copertina
- 1966 - Un homme et une femme/Plus fort que nous  (Variety, F 45 NP 10088)
- 1967 - This is my song/My bolero  (Ariston Records, AR/0198)
- 1967 - La paura di perderti/Vivere per vivere  (Ariston Records, AR/0224)
- 1968 - Uomo nuovo/Rock around the clock  (PDU, PDU P.A.S. 1008)
- 1968 - Aimer la vie/I say a little prayer  (PDU, PDU P.A.S. 1009)
- 1969 - Metti, una sera a cena../Chloe   (PDU, PDU P.A.S. 1018)
- 1972 - Il Padrino/Labababoracha  (Philips, 6025 066)
- 1978 - Punky monkey sound/Love tree  ([Eleven, EL 74) - con Big Pierre (Pino Cotto)

## Canzoni composte da Augusto Martelli (parziale)
Di seguito vengono riportati i brani composti da Augusto Martelli, escludendo quelli solamente arrangiati o diretti come orchestra.
| Anno | Titolo                                                     | Autori del testo                             | Autori della musica                                            | Interpreti                                             |
| ---- | ---------------------------------------------------------- | -------------------------------------------- | -------------------------------------------------------------- | ------------------------------------------------------ |
| 1957 | Usignolo                                                   | Carlo Concina, Gino Castellani               | Augusto Martelli                                               | Claudio Villa                                          |
| 1964 | Chi potrà amarti                                           | Alberto Testa                                | Giordano Bruno Martelli, Augusto Martelli                      | Iva Zanicchi                                           |
| 1964 | So che non è così                                          | Alberto Testa                                | Giordano Bruno Martelli e Augusto Martelli                     | Mina                                                   |
| 1964 | Tu farai                                                   | Alberto Testa                                | Giordano Bruno Martelli, Augusto Martelli                      | Mina                                                   |
| 1965 | Era vivere                                                 | Alberto Testa                                | Giordano Bruno Martelli, Augusto Martelli                      | Mina                                                   |
| 1967 | I discorsi                                                 | Mina                                         | Augusto Martelli                                               | Mina                                                   |
| 1967 | Noi due                                                    | Alberto Testa                                | Augusto Martelli                                               | Mina                                                   |
| 1967 | Accidenti a te                                             | Giorgio Calabrese                            | Augusto Martelli                                               | Carmen Villani                                         |
| 1967 | Ti saluto ragazzo                                          | Antonio Amurri, Maurizio Jurgens             | Augusto Martelli                                               | Ornella Vanoni                                         |
| 1968 | Io innamorata                                              | Giorgio Calabrese                            | Augusto Martelli                                               | Mina                                                   |
| 1968 | Iva                                                        | Alberto Testa                                | Giordano Bruno Martelli, Augusto Martelli                      | Iva Zanicchi                                           |
| 1968 | Caro                                                       | Mina                                         | Augusto Martelli                                               | Mina                                                   |
| 1970 | Una mezza dozzina di rose                                  | Mina, Paolo Limiti                           | Augusto Martelli                                               | Mina                                                   |
| 1970 | Ero io, eri tu, era ieri                                   | Paolo Limiti                                 | Augusto Martelli                                               | Mina                                                   |
| 1970 | L'uomo della sabbia                                        | Paolo Limiti                                 | Augusto Martelli                                               | Mina                                                   |
| 1971 | Djamballà                                                  | Paolo Limiti, Silvestro Longo                | Dario baldan Bembo, Augusto Martelli                           | Franco Fasano                                          |
| 1973 | Noi due insieme/Colori sbiaditi (Il sapore che mi davi tu) | Angela Tarenzi, Giuliano Selleri             | Augusto Martelli                                               | Orietta Berti                                          |
| 1977 | 'Round "D" Minor                                           | Luigi Albertelli                             | Augusto Martelli                                               | Augusto Martelli                                       |
| 1981 | Dallas                                                     | Luigi Albertelli                             | Augusto Martelli                                               | Lou Ciaramitaro con Il coro di Augusto Martelli        |
| 1981 | Eleven o' clock                                            | Strumentale                                  | Augusto Martelli                                               | Orchestra e coro di Augusto Martelli                   |
| 1981 | Popcorn time                                               | Luigi Albertelli                             | Augusto Martelli                                               | Lou Ciaramitaro con Il coro di Augusto Martelli        |
| 1981 | Gatchaman la battaglia dei pianeti/7 Zark 7                | Luigi Albertelli                             | Augusto Martelli                                               | Orchestra e coro di Augusto Martelli                   |
| 1981 | Buongiorno Italia                                          | Maurizio Anesa                               | Augusto Martelli                                               | Bunny                                                  |
| 1981 | La ballata di Bo e Luke                                    | Luigi Albertelli                             | Augusto Martelli                                               | Il coro di Augusto Martelli                            |
| 1981 | Five                                                       | Luigi Albertelli                             | Augusto Martelli                                               | Five con Il coro di Augusto Martelli                   |
| 1981 | Bambino Pinocchio                                          | Luciano Beretta                              | Augusto Martelli                                               | Cristina D'Avena                                       |
| 1981 | Tansor 5                                                   | Luigi Albertelli                             | Augusto Martelli                                               | Orchestra e coro di Augusto Martelli                   |
| 1981 | Gloizer X                                                  | Luigi Albertelli                             | Augusto Martelli                                               | Orchestra e coro di Augusto Martelli                   |
| 1982 | Il pranzo è servito                                        | Strumentale                                  | Augusto Martelli                                               | Augusto Martelli                                       |
| 1982 | General Hospital                                           | Strumentale                                  | Augusto Martelli                                               | Augusto Martelli                                       |
| 1982 | Laura                                                      | Mario Rasini                                 | Augusto Martelli                                               | Cristina D'Avena                                       |
| 1982 | Sentieri                                                   | Tony De Rosas                                | Augusto Martelli                                               | Tony De Rosas                                          |
| 1982 | Aspettando il domani                                       | Mario Rasini                                 | Augusto Martelli                                               | Orchestra e coro Augusto Martelli                      |
| 1982 | Canzone dei Puffi                                          | Alessandra Valeri Manera                     | Augusto Martelli                                               | Cristina D'Avena                                       |
| 1982 | Ghimbirighimbi                                             | Mario Rasini                                 | Augusto Martelli                                               | Cristina D'Avena                                       |
| 1983 | Lucy                                                       | Luciano Beretta                              | Augusto Martelli                                               | Cristina D'Avena                                       |
| 1983 | La regina dei mille anni                                   | Alessandra Valeri Manera                     | Augusto Martelli                                               | Cristina D'Avena e Coro di Augusto Martelli            |
| 1983 | Zig Zag                                                    | Strumentale                                  | Augusto Martelli                                               | Maddalena Cattaneo e il Piccolo Coro dell'Antoniano    |
| 1983 | Hey It's Okay! (Sigla di Ok, il prezzo è giusto!)          | Strumentale                                  | Augusto Martelli                                               | Augusto Martelli                                       |
| 1983 | New Five Time                                              | Alessandra Valeri Manera                     | Augusto Martelli                                               | Cristina D'Avena e Marco Columbro                      |
| 1983 | Bim Bum Bam                                                | Luciano Beretta                              | Augusto Martelli                                               | Piccolo Coro dell'Antoniano                            |
| 1983 | Nel castello cosa c'è                                      | Luciano Beretta                              | Augusto Martelli                                               | Piccolo Coro dell'Antoniano                            |
| 1983 | Bim Bum Bam                                                | Luciano Beretta, Albano Bertoni              | Augusto Martelli                                               | Piccolo Coro dell'Antoniano                            |
| 1983 | Nel castello cosa c'è                                      | Vittorio Sessa Vitali                        | Augusto Martelli                                               | Piccolo Coro dell'Antoniano                            |
| 1984 | I ragazzi della Senna                                      | Alessandra Valeri Manera                     | Augusto Martelli                                               | Cristina D'Avena                                       |
| 1984 | Paolo e Uan - Bim Bum Bam                                  | Luciano Beretta, Albano Bertoni              | Augusto Martelli                                               | Paolo Bonolis, Uan                                     |
| 1984 | Piccolo Principe                                           | Alinvest                                     | Augusto Martelli                                               | Piccolo Coro dell'Antoniano                            |
| 1984 | Bum Bum                                                    | Alessandra Valeri Manera, Vladimiro Albera   | Augusto Martelli                                               | Cristina D'Avena                                       |
| 1984 | W le donne                                                 | Strumentale                                  | Augusto Martelli                                               | Augusto Martelli                                       |
| 1985 | Pentatlon                                                  | Strumentale                                  | Augusto Martelli                                               | Augusto Martelli                                       |
| 1985 | Si o no                                                    | Strumentale                                  | Augusto Martelli                                               | Augusto Martelli                                       |
| 1985 | Pole Position                                              | Strumentale                                  | Augusto Martelli                                               | Augusto Martelli                                       |
| 1985 | Ciao Ciao                                                  | Alinvest                                     | Augusto Martelli                                               | Cristina D'Avena                                       |
| 1985 | Mr. T                                                      | Alinvest                                     | Augusto Martelli                                               | The Group Team                                         |
| 1985 | Rascal - Il mio amico orsetto                              | Luciano Beretta                              | Augusto Martelli                                               | Cristina D'Avena                                       |
| 1985 | Nuovi amici a Ciao Ciao                                    | Alinvest                                     | Augusto Martelli                                               | Giorgia Passeri, Four                                  |
| 1985 | Che avventure a Bim Bum Bam con il nostro amico Uan        | Alinvest                                     | Augusto Martelli                                               | Paolo Bonolis, Manuela Blanchard, Uan                  |
| 1986 | Flash Flash Gordon                                         | Alinvest                                     | Augusto Martelli                                               | Manuel De Peppe (inedita)                              |
| 1986 | La sviolinata (Sigla di Premiatissima '86)                 | Strumentale                                  | Augusto Martelli                                               | Augusto Martelli                                       |
| 1986 | Stasera sì                                                 | Depsa, Gianpiero Ameli                       | Augusto Martelli                                               | The Keyboards                                          |
| 1986 | Tutti insieme noi guardiam Bim Bum Bam                     | Alinvest                                     | Augusto Martelli                                               | Paolo Bonolis, Manuela Blanchard, Uan                  |
| 1986 | Four e Giorgia Ciao Ciao                                   | Alinvest                                     | Augusto Martelli                                               | Giorgia Passeri, Four                                  |
| 1987 | Un Giro Nel Cuore                                          | Enrico Vanzina                               | Augusto Martelli                                               | I Ragazzi Della III C                                  |
| 1987 | Dai vieni a Bim Bum Bam                                    | Alinvest                                     | Augusto Martelli                                               | Paolo Bonolis, Manuela Blanchard, Uan                  |
| 1987 | Ciao, Ciao gioca con noi                                   | Alinvest                                     | Augusto Martelli                                               | Giorgia Passeri, Four                                  |
| 1987 | Telemike                                                   | Strumentale                                  | Augusto Martelli                                               | Augusto Martelli                                       |
| 1987 | Casa Vianello                                              | Strumentale                                  | Augusto Martelli                                               | Augusto Martelli                                       |
| 1987 | Alè Milan                                                  | Strumentale                                  | Augusto Martelli                                               | Augusto Martelli                                       |
| 1988 | Tu con noi                                                 | Alinvest                                     | Augusto Martelli                                               | Manuel De Peppe                                        |
| 1988 | Gimme Five                                                 | Jovanotti, Luca Cersosimo, Claudio Cecchetto | Jovanotti, Augusto Martelli, Luca Cersosimo, Claudio Cecchetto | Jovanotti                                              |
| 1988 | Studiare in jeans                                          | Enrico Vanzina                               | Augusto Martelli                                               | I Ragazzi Della III C, accreditato ad Augusto Martelli |
| 1991 | Il gioco dei giochi                                        | Strumentale                                  | Augusto Martelli                                               | Augusto Martelli                                       |
| 1991 | Muoviti muoviti                                            | Jovanotti, Michele Centonze                  | Jovanotti, Michele Centonze, Augusto Martelli                  | Jovanotti                                              |
| 1992 | Estate 1992                                                | Jovanotti, Michele Centonze                  | Jovanotti, Michele Centonze, Augusto Martelli                  | Jovanotti                                              |
| 1993 | Nonno Felice                                               | Strumentale                                  | Augusto Martelli                                               | Augusto Martelli                                       |
| 1995 | Norma e Felice                                             | Strumentale                                  | Augusto Martelli                                               | Augusto Martelli                                       |
| 1996 | Tutto va bene                                              | Paolo Vallesi, Telonio                       | Augusto Martelli, Eric Buffat                                  | Paolo Vallesi                                          |
| 1997 | Due per tre                                                | Strumentale                                  | Augusto Martelli                                               | Augusto Martelli                                       |
| 2005 | All together now                                           | Strumentale                                  | Augusto Martelli                                               | Augusto Martelli                                       |
| 2006 | M.A.S.K.                                                   | Mauro Agnoli                                 | Augusto Martelli                                               | Lalla Francia, Moreno Ferrara e Diego Borotti          |
| 2010 | Sorridi piccola Anna                                       | Fabrizio Berlincioni                         | Augusto Martelli                                               | Cristina D'Avena                                       |

### Zecchino d'Oro
- Caccia al tesoro (1965)
- Che pasticcio la grammatica (1965)
- Tre civette sul comò (1965)
- Il dodicesimo (1966)
- Se osassi (1966)
- La canzone della luna (1967)
- La pecorella al bosco (1967)
- Gugù, bambino dell'età della pietra (1976)
- Nozze nel bosco (1976)
- Non pianger, piccino mio (1976)
- Calcio calcio (1978)
- Cecki! Cecki!... Aih! (1978)
- Bambini attenti, attenti...! (1982)
- Attacca al chiodo quel fucile! (1983)
- Dormi, mio bel piccino (1984)
- Come sta il bebè (1989)
- Uccellino dell'azzurro (1990)
- Pipistrello radar (1990)
- La conta (1990)
- Padre celeste (1991)
- Bambinissimi papà (1991)
- Bimbi felici (1992)
- La nonna di Beethoven (1993)
- Balalaika (1993)
- Il sole verrà (1995)
- Il sogno più bello (1995)
- Il computer innamorato (1996)
- Bambolotto di caucciù (1996)
- Salta, balla, batti sveglia (1999)
- Le oche del Campidoglio (2000)
- Vieni nel mio villaggio (2001)

## Album e brani arrangiati per altri artisti
- 1964 - Mina (1964)
- 1966 - Mina 2
- 1967 - Dedicato a mio padre
- 1968 - Mina alla Bussola dal vivo
- 1968 - Le più belle canzoni italiane interpretate da Mina
- 1969 - I discorsi
- 1970 - Mina canta o Brasil
- 1970 - ...quando tu mi spiavi in cima a un batticuore...
- 1971 - Mina (1971)
- 1991 - Missa Antoniana  Album orchestrato per il Piccolo coro dell'Antoniano
- 2011 - I Am Mina
- 2011 - Je suis Mina
- 2011 - Yo soy Mina
- 2024 - Mina Live alla Bussola 1968-1978